# Manisa (provincie)
Manisa is een provincie in Turkije. De provincie is 13.120 km² groot en heeft 1.260.169 inwoners (2000). De hoofdstad is het gelijknamige Manisa.

## Bestuurlijke indeling

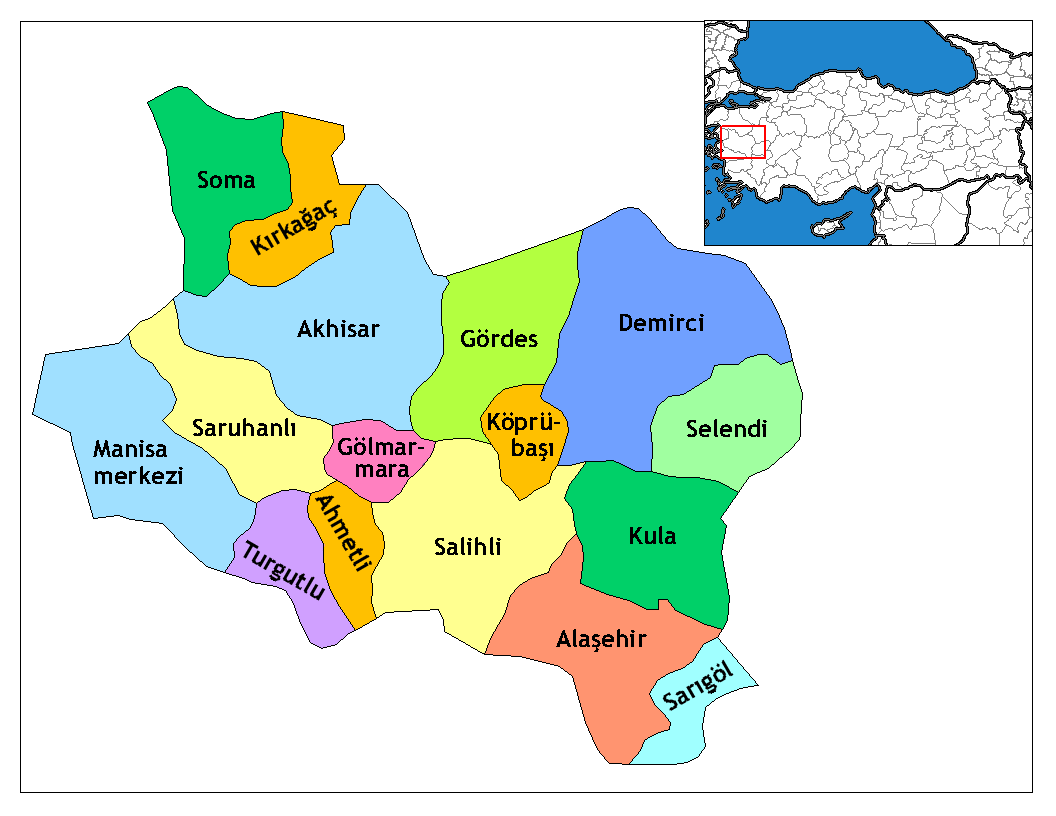
Districten van Manisa

### Districten
De provincie bestaat uit de volgende 16 districten:
| - Ahmetli - Akhisar - Alaşehir - Demirci | - Gölmarmara - Gördes - Kırkağaç - Köprübaşı | - Kula - Manisa - Salihli - Sarıgöl | - Saruhanlı - Selendi - Soma - Turgutlu |